# 마쓰쿠보 마나카
마쓰쿠보 마나카(일본어: 松窪 真心, 2004년 7월 28일 ~ )는 일본의 여자 축구 선수이다.

## 구단 경력
2023년 WE리그의 마이나비 센다이에 입단하였다. 7월 노스캐롤라이나 커리지로 이적했다.

## 국가대표팀 경력
그녀는 2022년 FIFA U-20 여자 월드컵에 참가할 일본 U-20 국가대표팀에 발탁되었으며, 5경기에 출전, 1득점을 기록했으며 준우승에 기여했다. 2024년 FIFA U-20 여자 월드컵에도 출전했다. 6경기에 출전, 3득점을 기록했으며 준우승에 기여했다.
2025년 시빌리브스컵에 참가할 일본 국가대표팀에 발탁되었으며, 2월 20일 오스트레일리아와의 경기에서 데뷔했다.